# New York Nets 1969-1970
La stagione 1969-70 dei New York Nets fu la 3ª nella ABA per la franchigia.
I New York Nets arrivarono quarti nella Eastern Division con un record di 39-45. Nei play-off persero la semifinale di division con i Kentucky Colonels (4-3).

## Roster
| N°    | Naz.                   | Ruolo | Sportivo        | Anno | Alt. | Peso |
| ----- | ---------------------- | ----- | --------------- | ---- | ---- | ---- |
| 4     | Stati Uniti (bandiera) | GA    | Walt Simon      | 1939 | 198  | 91   |
| 5     | Stati Uniti (bandiera) | C     | Ronald Taylor   | 1947 | 216  | 120  |
| 9     | Stati Uniti (bandiera) | G     | Steve Chubin    | 1944 | 188  | 91   |
| 10    | Stati Uniti (bandiera) | AC    | Dennis Grey     | 1947 | 203  | 98   |
| 10-21 | Stati Uniti (bandiera) | C     | John Smith      | 1944 | 213  | 107  |
| 11    | Stati Uniti (bandiera) | A     | Sonny Dove      | 1945 | 201  | 90   |
| 11    | Stati Uniti (bandiera) | A     | Jack Gillespie  | 1947 | 198  | 98   |
| 12    | Stati Uniti (bandiera) | A     | Bob Arnzen      | 1947 | 196  | 93   |
| 14-27 | Stati Uniti (bandiera) | A     | Luther Green    | 1946 | 201  | 86   |
| 15    | Stati Uniti (bandiera) | GA    | Barry Kramer    | 1942 | 193  | 91   |
| 20    | Stati Uniti (bandiera) | C     | Ed Johnson      | 1944 | 203  | 93   |
| 21-33 | Stati Uniti (bandiera) | G     | Billy Evans     | 1947 | 183  | 77   |
| 23-30 | Stati Uniti (bandiera) | GA    | Levern Tart     | 1942 | 188  | 88   |
| 25-3  | Stati Uniti (bandiera) | G     | Bill Melchionni | 1944 | 185  | 75   |
| 27    | Stati Uniti (bandiera) | A     | Bob McIntyre    | 1944 | 198  | 98   |
| 32    | Stati Uniti (bandiera) | G     | George Lehmann  | 1942 | 183  | 82   |
| 40    | Stati Uniti (bandiera) | AC    | Les Hunter      | 1942 | 201  | 95   |
| 45    | Stati Uniti (bandiera) | C     | Bob Christian   | 1946 | 208  | 116  |

## Staff tecnico
- Allenatore: York Larese
- Vice-allenatori: John Kreese, Bernie Sarachek